# Maik Eckhardt

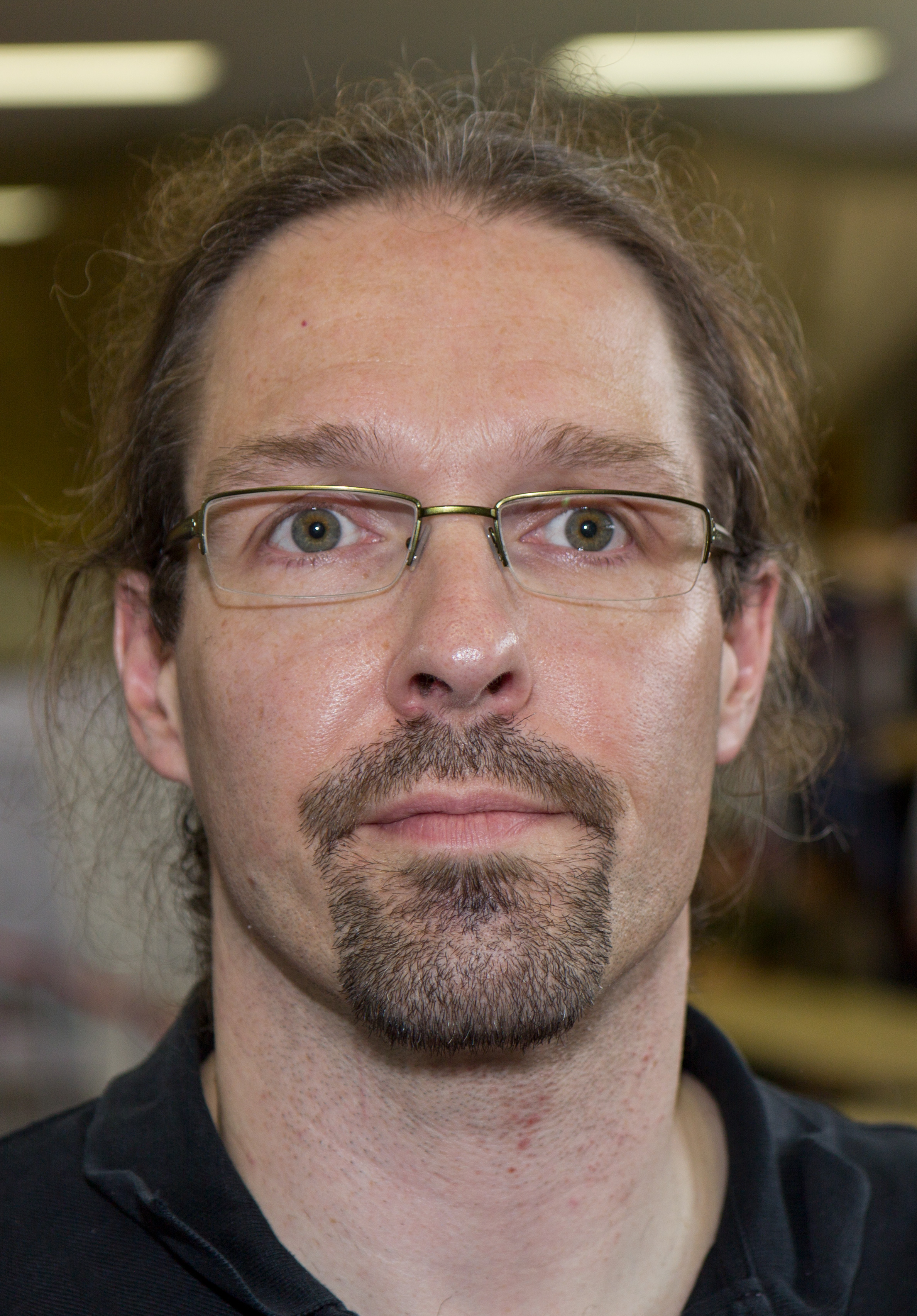
Maik Eckhardt bei der Einkleidung der Olympiamannschaft 2012 in London

Maik Eckhardt (* 4. Juni 1970 in Berghausen, Kreis Siegen-Wittgenstein) ist ein deutscher Sportschütze.
1992 gewann er in München in der Disziplin Freie Waffe liegend den Weltcup. 1998 gewann er ihn erneut mit dem Luftgewehr.
Eckardt war Teilnehmer der Olympischen Spiele 1996 in Atlanta, der Olympischen Spiele 2000 in Sydney, der Olympischen Spiele 2004 in Athen und der Olympischen Spiele 2008 in Peking.
In Athen erreichte Eckhardt in zwei Disziplinen das Finale und belegte mit dem Luftgewehr den 5. Platz und im Kleinkalibergewehr liegend den 6. Rang.
2012 konnte er sich für seine fünfte Olympiade in Folge qualifizieren und startete bei den Olympischen Spielen 2012 in London in der Kleinkaliberkonkurrenz. Dort belegte er im Dreistellungskampf Rang 21 und liegend Rang 37.
Er ist Inhaber einer Firma mit Sitz in Dortmund, die Zubehör für Sportschützen entwickelt und computergestützte Trainingssysteme vertreibt.